# Thomas Engelbrektson
Pär Thomas Engelbrekt Engelbrektsson, född 11 december 1951  är en svensk skådespelare och röstskådespelare.

## Biografi
Engelbrektsson har verkat vid Malmö stadsteater sedan han var barn, 1962-1993.Han utexaminerades från Statens scenskola i Malmö 1974.
Därefter var han med och startade den fria teatern Teater Glädjehuset med verksamhet i Malmö och Skåne på 1990-talet. Därefter har han frilansat på olika teatrar och i flera år verkat som röstskådespelare i olika tecknade filmer, bland annat gett sin svenska röst till olika figurer på Cartoon Network. Mest nämnvärda är Shaggy i Scooby-Doo (vars röst ursprungligen gjordes av Peter Harryson), Fred Flinta i Familjen Flinta (vars röst ursprungligen gjordes av Johan Wahlström), Mandark i Dexters laboratorium, Jokern i Justice League och Herr Rumpen, som figurerar i Ko och Kyckling och I Am Weasel. Han gjorde även rösten till Mr Potato Head i Toy Story-filmerna och Kung Eiddileg när Taran och den magiska kitteln dubbades om på svenska 1998.
Han är son till TV-personligheten, trädgårdskännaren, författaren och politikern Sören Engelbrektsson.

## Filmografi
- 1974 – Larry Larssons flykt och förvandling eller Båtsmannens barn
- 1987 – Lackalänga (TV-serie)
- 1987 – Scooby-Doo möter bröderna Bu
- 1995 – Som krossat glas i en hårt knuten hand
- 1995 – Toy Story
- 1996 – Space Jam
- 1997 – Ensam hemma 3
- 1998 – Karrusel (TV-serie)
- 1998 – Taran och den magiska kitteln
- 1999 – Toy Story 2
- 2000 – Argai
- 2002 – Scooby-Doo
- 2007 – Deux vies
- 2010 – Toy Story 3
- 2013 – Wallander – Sorgfågeln
- 2019 – Toy Story 4

## Teater

### Roller
| År   | Roll   | Produktion                                                 | Regi                         | Teater            |
| ---- | ------ | ---------------------------------------------------------- | ---------------------------- | ----------------- |
| 1978 |        | Harvey Mary Chase                                          | Anders Bäckström             | Malmö stadsteater |
| 1978 | Albert | Det går an Carl Jonas Love Almqvist                        | Eva Sköld                    | Malmö stadsteater |
| 1980 |        | Som ni behagar (As you Like it) William Shakespeare        | Torsten Sjöholm              | Malmö stadsteater |
| 1983 |        | Sommar (Summer) Edward Bond                                | Göran Stangertz Olov Fältman | Malmö stadsteater |
| 1987 |        | Främlingarna Joakim Groth                                  | Barbro Larsson               | Malmö Stadsteater |
| 1990 |        | En handelsresandes död (Death of a Salesman) Arthur Miller | Lennart Olsson               | Malmö Stadsteater |